# Ellen Fairclough
Ellen Fairclough, född 1905, död 2004, var Kanadas immigrationsminister 1958-1963. Hon var den första kvinnliga ministern i Kanada.